# Lorenzo Gilyard
Lorenzo Jerome Gilyard, Jr. (* 24. Mai 1950) ist ein amerikanischer Serienmörder. Ihm wird die Vergewaltigung und Ermordung von 13 Mädchen und Frauen zwischen 1977 und 1993 vorgeworfen. Er wurde am 16. März 2007 für sechs der Morde zu einer lebenslangen Freiheitsstrafe ohne Möglichkeit der Entlassung verurteilt.

## Herkunft und junge Jahre
Gilyard stammt aus einer Familie mit kriminellem Hintergrund. Sein Vater Lorenzo Gilyard (* 24. Februar 1927; † 24. Oktober 1999) wurde 1970 wegen Vergewaltigung verurteilt, sein Bruder Darryl E. (auch Daryle E.; * 12. Februar 1953) beging 1989 einen Mord und wurde deshalb zu einer lebenslangen Freiheitsstrafe verurteilt. Seine Schwester Patricia D. Dixon (* 20. Juli 1958) war eine Prostituierte und wurde 1983 zu einer 10-jährigen Haftstrafe wegen des Mordes an einem Kunden verurteilt. In seinen jungen Jahren war Gilyard dafür bekannt, Frauen zu mobben und manchmal zu schlagen.

## Die Morde
Die meisten, wenn nicht alle von Gilyards Opfern waren Prostituierte. Alle Leichen wurden schuhlos in der Nähe von Kansas City, an abgelegenen Orten abgelegt, aufgefunden. Bei den meisten waren Kleidung oder Papiertücher in die Münder gestopft worden und es fanden sich Würgemale am Nacken.
Gilyard war wegen Kindesmissbrauchs vorbestraft, er hatte die 13-jährige Tochter eines Freundes vergewaltigt. Er war weiterhin bei fünf Vergewaltigungen zwischen 1969 und 1974 Tatverdächtiger, doch er wurde deshalb nicht verurteilt. Gilyard wurde 1987 des Mordes an Sheila Ingold verdächtigt. Ein Kriminallabor verknüpfte diesen Fall über identische DNA-Spuren mit zwölf anderen Tötungsdelikten. Eine Blutprobe, die Gilyard 1987 im Rahmen einer Untersuchung abgenommen wurde, führte zur Anklage.
Von seinen bekannten Opfern wurden zwölf zwischen 1977 und 1989 ermordet. Nachdem er eine kurze Zeit lang zusammen mit einer Frau in Missouri und Los Angeles gelebt hatte, ermordete er sein dreizehntes Opfer. Es gab keine Versuche, ihn mit den Morden während seiner zahlreichen Aufenthalte in Los Angeles zwischen 1987 und 1992 in Verbindung zu bringen, und es wird vermutet, dass er 1993 mit dem Töten aufhörte.

## Der Prozess
Gilyard wurde in sieben Fällen des vorsätzlichen Mordes angeklagt. Der Prozess fußte vorrangig auf DNA-Beweisen, welche zeigten, dass er Geschlechtsverkehr mit den Opfern hatte zu der Zeit, als diese ermordet wurden. „Die Opfer hatten mehrere Dinge gemeinsam: Alle wurden innerhalb einer Zeitperiode von anderthalb Jahren tot aufgefunden, alle wurden an abgelegenen oder schwer erreichbaren Orten abgelegt, alle wurden erdrosselt, bei allen gab es Hinweise darauf, dass sie in einen Kampf verwickelt waren, bei allen wurden die Schuhe vermisst und bei allen bis auf eine gab es verschiedene Anzeichen dafür, dass sie [kürzlich] Geschlechtsverkehr hatten“, erklärte der Staatsanwalt Jim Kanatzar in seinem Eröffnungsplädoyer. Gilyard wurde in sechs Fällen schuldig gesprochen und zu einer lebenslangen Freiheitsstrafe ohne Möglichkeit der Entlassung verurteilt. Er sitzt seine Strafe im Crossroads Correctional Center ab.

## Opfer
Gilyard wurde wegen der Ermordung von folgenden Personen verurteilt:
- Catherine M. Barry (34)
- Naomi Kelly (23)
- Ann Barnes (36)
- Kellie A. Ford (20)
- Sheila Ingold (36)
- Carmeline Hibbs (30)

Vom Mord an Angela Mayhew (19) wurde Gilyard aus Mangel an Beweisen freigesprochen.
Folgende Opfer werden Gilyard zugeschrieben, ihr Fall wurde jedoch nicht vor Gericht gebracht: 
- Stacie L. Swofford (17)
- Gwendolyn Kizine (15)
- Margaret J. Miller (17)
- Debbie Blevins (32)
- Helga Kruger (26)
- Connie Luther (29)
- Paula Beverly Davis (21)[7]